# Боярышник закаспийский
Боярышник закаспийский (лат. Crataegus transcaspica) — кустарник или небольшое дерево, вид рода Боярышник (Crataegus) семейства Розовые (Rosaceae).

## Распространение и экология
В природе ареал вида охватывает полуостров Мангышлак. Эндемик.
Произрастает на дне оврагов, в том числе и меловых.

## Ботаническое описание
Побеги голые, неколючие; ветви пестрые, бурые с серыми пятнами сохранившейся кожицы.
Листья ярко-зелёные; на цветущих побегах самые нижние коротко-черешчатые, обратнояйцевидные с клиновидным, узким, основанием, на вершине трёхлопастные или надрезанно-зубчатые; верхние длиной до 5 см, шириной 4 см, яйцевидные, с широким клиновидным или почти срезанным или округлым основанием, пяти- или семилопастные; лопасти широкие, тупые, реже острые, снаружи от середины с неровными, частью двойными широкими острыми зубцами.
Соцветия гораздо короче листьев, голые, небольшие, длиной 2,5—4 см, диаметром до 6 см, густые, содержащие до 20 цветков; цветоножки длиной 3—10 мм; чашелистики яйцевидно-треугольные, на концах приострённые или внезапно оттянутые в короткий носик, по краю и на кончике волосистые; венчик диаметром около 15 мм; столбики в числе 2, реже 1 или 3.
Плоды неизвестны.

## Таксономия
Вид Боярышник закаспийский входит в род Боярышник (Crataegus) трибы Pyreae подсемейства Спирейные (Spiraeoideae) семейства Розовые (Rosaceae) порядка Розоцветные (Rosales).
|  |                                      |  |                                                              |                                                              |                   |  | ещё 8 семейств (согласно Системе APG III) | ещё 8 семейств (согласно Системе APG III)    |                                              |  |  |  | ещё 7 триб (согласно Системе APG III)         | ещё 7 триб (согласно Системе APG III)         |  |  |  |  | ещё от 200 до 300 видов | ещё от 200 до 300 видов |
|  |                                      |  |                                                              |                                                              |                   |  | ещё 8 семейств (согласно Системе APG III) | ещё 8 семейств (согласно Системе APG III)    |                                              |  |  |  | ещё 7 триб (согласно Системе APG III)         | ещё 7 триб (согласно Системе APG III)         |  |  |  |  | ещё от 200 до 300 видов | ещё от 200 до 300 видов |
|  |                                      |  |                                                              | порядок Розоцветные                                          |                   |  |                                           |                                              | подсемейство Спирейные                       |  |  |  |                                               | род Боярышник                                 |  |  |  |  |                         |                         |
|  |                                      |  |                                                              | порядок Розоцветные                                          |                   |  |                                           |                                              | подсемейство Спирейные                       |  |  |  |                                               | род Боярышник                                 |  |  |  |  |                         |                         |
|  | отдел Цветковые, или Покрытосеменные |  |                                                              |                                                              | семейство Розовые |  |                                           |                                              | триба Pyreae                                 |  |  |  | вид Боярышник закаспийский                    |                                               |  |  |  |  |                         |                         |
|  | отдел Цветковые, или Покрытосеменные |  |                                                              |                                                              |                   |  |                                           |                                              |                                              |  |  |  |                                               |                                               |  |  |  |  |                         |                         |
|  |                                      |  | ещё 44 порядка цветковых растений (согласно Системе APG III) | ещё 44 порядка цветковых растений (согласно Системе APG III) |                   |  |                                           | ещё 8 подсемейств (согласно Системе APG III) | ещё 8 подсемейств (согласно Системе APG III) |  |  |  | ещё около 60 родов (согласно Системе APG III) | ещё около 60 родов (согласно Системе APG III) |  |  |  |  |                         |                         |
|  |                                      |  |                                                              | ещё 44 порядка цветковых растений (согласно Системе APG III) |                   |  |                                           |                                              | ещё 8 подсемейств (согласно Системе APG III) |  |  |  |                                               | ещё около 60 родов (согласно Системе APG III) |  |  |  |  |                         |                         |